# Oleksandr Staroukh
Oleksandr Staroukh (en ukrainien : Старух Олександр Васильович), né le 28 avril 1973 dans la ville de Zaporijjia, est un homme politique et historien ukrainien.

## Biographie
Il est nommé gouverneur de l'oblast de Zaporijjia par l'oukase présidentiel n°88/2022. Poste qu'il avait déjà occupé de 2008 à 2010.
Le 24 janvier 2023, il est forcé à la démission par le président Volodymyr Zelensky.